# 屏風馬
屏風馬，指馬二進三和馬八進七合走的稱呼，乃中國象棋四大佈局之一。

## 內容
在清朝之前，棋手大多用當頭炮(中炮)。至清康熙年間，才發明屏風馬。
而近代經謝俠遜，胡榮華等人的研究，屏风马成為四大佈局之中最常用的一個。
屏風馬是一個穩健派的佈局，他的用途是用士象堅護中宮、雙馬保護中兵，因為若缺中兵會對將帥不利。
當進雙馬後，棋手一般會選擇卒7進1或卒3進1，可令馬更靈活。而屏風馬出車後，亦會令炮有更多走動位置。
紅方大多可進俥，進四或進六，棋手多過河，此時一般可以平砲兌車(砲８平９)、左馬盤河(馬７進６)、屏風馬橫車(車１進１)來對應，屏風馬局的變化很大，所以採用的棋手越來越多。
使用得當的話，就算面對強敵，也有逼和的可能性。